# 徳川斉明
徳川 斉明（とくがわ なりのり、文化6年12月5日（1810年1月10日） - 文政10年6月10日（1827年8月2日））は、江戸時代後期の武士。清水徳川家4代当主。

## 生涯
江戸幕府11代将軍である徳川家斉の十一男として生まれる。母は家斉側室のお八重の方（皆春院）。12代将軍徳川家慶の異母弟で、同母兄弟に池田斉衆、松平斉民、蜂須賀斉裕がいる。幼名は保之丞。正室は一品兵部卿伏見宮貞敬親王の娘である英子女王。
先代当主の異母兄斉順が紀州藩主徳川治宝の養嗣子になったため、1816年（文化13年）12月3日に清水徳川家第4代当主となる。
1827年（文政10年）6月10日、死去。享年19。法名は寛量院殿正善映嶽大居士。

## 年譜
※日付＝旧暦
- 1816年（文化13年）12月03日 - 清水門内館に定住。当主となる。
- 1820年（文政03年）06月05日 - 元服し、父である将軍徳川家斉から偏諱を与えられ斉明と名乗る。従三位左近衛権中将兼式部卿に叙任。3万俵を賜る。10月15日、加増され、10万石となる。
- 1827年（文政10年）06月10日 - 死去。享年19。法名は寛量院殿正善映嶽大居士。

## 系譜
- 父親：徳川家斉
- 母親：皆春院 - 清水徳川家の家臣・牧野多門忠克の娘。土屋弥三郎知光の養女。
- 正室：英子女王（教宮） - 伏見宮貞敬親王の娘。